# Kertesziella flaviceps
Kertesziella flaviceps är en tvåvingeart som först beskrevs av Kertesz 1899.  Kertesziella flaviceps ingår i släktet Kertesziella och familjen lövflugor. Inga underarter finns listade i Catalogue of Life.